# Atrichopogon homofacies
Atrichopogon homofacies är en tvåvingeart som beskrevs av Gustavo R. Spinelli 1989. Atrichopogon homofacies ingår i släktet Atrichopogon och familjen svidknott. Inga underarter finns listade i Catalogue of Life.